# Campeonato Italiano de Futebol de 1913–14 – Primeira Divisão
A Primeira Divisão do Campeonato Italiano de Futebol de 1913–14, também conhecida oficialmente como Prima Categoria de 1913–14, foi a 17.ª edição da principal divisão do Campeonato Italiano de Futebol (a 11.ª como Prima Categoria).
A competição foi organizada pela Federazione Italiana Giuoco Calcio — FIGC (em português:  Federação Italiana de Futebol) e disputada entre 12 de outubro de 1913 e 12 de julho de 1914.
O título de campeão ficou com o Casale, seu primeiro e até então único título.

## Premiação
| Campeonato Italiano de Futebol de 1913–14 Primeira Divisão                      |
| ------------------------------------------------------------------------------- |
| Football Club Casale Associazione Sportiva Dilettantistica Campeão (1.º título) |